# Ctenuchidia fulvibasis
Ctenuchidia fulvibasis là một loài bướm đêm thuộc phân họ Arctiinae, họ Erebidae.